# Tokio Hotel – Hinter die Welt
Tokio Hotel – Hinter die Welt ist ein Dokumentarfilm von Oliver Schwabe aus dem Jahr 2017.

## Handlung
Der Film zeigt wie die Kinderfreunde Bill Kaulitz, Tom Kaulitz, Georg Listing und Gustav Schäfer von Hinterhofmusikern in Magdeburg zu gefeierten Weltstars wurden. Er erzählt den Alltag der Kaulitz Brüder, die mittlerweile in Los Angeles leben und stellt dem das Magdeburger Kleinstadtleben von Georg Listing und Gustav Schäfer entgegen. Schließlich kommen die Protagonisten zur Plattenaufnahme in Berlin wieder zusammen und bereiten sich auf die nächste Welttournee vor.

## Presse
„Im Dokumentarfilm ‚Tokio Hotel – Hinter die Welt‘ kann der Zuschauer den Mitgliedern der Band auf Schritt und Tritt folgen und hinter die Kulissen schauen. Dabei sprechen Bill und Co. über die verschiedensten Themen wie Musik, Heimat, Liebe und den Preis des Erfolgs.“  – filmstarts.de
„‚Hinter die Welt‘ ermöglicht gerade Leuten, die Tokio Hotel damals so gern im Ohr hatten wie einen Angelhaken, eine überraschende Begegnung.“ – Stuttgarter Nachrichten